# Любен Фичев
Любен Петров Фичев е български спортист, мотоциклетист.

## Биография
Роден през 1907 година в град Плевен, той е третият от четирима сина в семейството на Петър и Иванка Фичеви. По линия на майка си е потомък на македонски изселници и роднина с братя Миладинови, неин баща е Павел Васев от дебърското село Росоки, заселил се след Кресненско-Разложкото въстание в Свободна България.
Като ученик се увлича по различни спортове. Тренира ски, бокс, плуване. Голямата му страст са мотоциклетите. През 1941 година купува от пребиваващите в България германски войски бракуван мотоциклет с кош BMW R75 с мощност 750 куб. см. Поправя го и започва да се състезава в различни състезания.
През 50-те години вече се е преместил в София заедно с братята си. Заедно с балансьора Н. Маламов правят отбора по мотоциклетизъм с кош на Доброволната организация за съдействие на отбраната (ДОСО). Състезават се в категория Б, клас 500 – 750 куб. см. Двамата печелят много регионални и ведомствени състезания, спартакиади и балканиади. 11 пъти двамата печелят републиканския шампионат по мотоциклетизъм с кош, като при последната победа през 1970 година Фичев е 63-годишен.
Любен Фичев живее в село Владая, Софийско. Работи частно като електроженист. Не се жени и не оставя потомство. Умира през 1994 година.

## Спортни постижения
- 11 пъти републикански шампион:
  - 1953 – супермото
  - 1958 – мотокрос
  - 1959 – мотокрос
  - 1960 – мотокрос
  - 1961 – мотокрос, писта
  - 1962 – писта
  - 1963 – мотокрос
  - 1967 – писта
  - 1968 – писта
  - 1970 – писта